# Сабрія
Сабрія — нафтове родовище у Кувейті.

## Опис
Запаси 540 млн т.
Видобуток ведеться фонтанним способом.
Обсяг видобутку — 4…5 млн т нафти на рік.
2005 року на родовищі було знайдено легку нафту з показником 52°API.